# 王昂 (成化進士)
王昂，字抑之，廣東潮州府揭阳县人，明朝官员，同进士出身。
成化二十年（1484年）登进士，授永豐縣知縣，之後出任太僕寺丞。